# 関記念栃の木会
社会福祉法人関記念栃の木会（せききねんとちのきかい）は、栃木県下都賀郡壬生町北小林812に本部がある社会福祉法人である。
壬生町と下野市に、特別養護老人ホーム、地域密着型特別養護老人ホーム、老人保健施設、認知症高齢者グループホーム、その他事業所総数19を運営し、栃木県内の社会福祉法人として長い歴史の中で培われた伝統と実績があり、地域福祉の中核を担っている。

## 概略
社会福祉法人関記念栃の木会は、獨協医科大学の創設者である関湊元獨協学園理事長の遺言により1985年（昭和60年）3月に社会福祉法人栃の木会として設立される。関湊は1973年に獨協医科大学を設立し、病気を抱える人達の救済に尽力したが患者以外にも救済を要する高齢者が多く存在することに胸を痛め、1983年（昭和58年）4月22日に設立発起人会を結成する。志半ばで翌年の1984年に逝去するが、『お年寄りが毎日を安らかに過ごせる楽園を作って欲しい』と、設立に対する想いを遺言に残す。その意志を継承し、1985年（昭和60年）に社会福祉法人栃の木会が設立される（初代理事長：北村顕氏）。獨協医科大学病院を協力病院として、同年10月に特別養護老人ホームしもつけ荘と短期入所事業が開設される。
1988年（昭和63年）11月に壬生町より支援を受け、栃木県内第1号モデル施設として老人保健施設『みなと荘』が開設。その後、1991年（平成3年）3月、栃の木会理事長に関湊元獨協学園理事長の長女である関裕子が理事長へ就任する。
1996年（平成8年）4月に特別養護老人ホーム『いしばし』、短期入所事業を開設。また、下野市（旧石橋町）より在宅介護支援センター、デイサービスセンターを受託する。同年7月に老人保健施設『みなと荘』へ在宅介護支援センターを設置する。
2000年（平成12年）4月、下野市（旧石橋町）保健福祉センターきらら館内にデイサービスセンターきららを受託し開設。2001年8月、特別養護老人ホーム『しもつけ荘』の南側に、認知症対応型共同生活介護事業としてグループホーム『うらら』を開設する。
2006年（平成18年）4月、壬生町より老人保健施設『みなと荘』内に壬生北地区地域包括支援センターを受託し開設。また、同年4月、下野市より下野市保健福祉センター内に下野市地域包括支援センターを受託し開設する。
2007年（平成19年）11月、下野市上古山へ認知症高齢者『グループホームいしばし』を開設する。
2011年（平成23年）4月、関裕子理事長が名誉理事長へ就任し、後任に次女の関佳代子が理事長へ就任する。また、10月、『社会福祉法人関記念栃の木会』に法人名を変更する。
2012年（平成24年）4月、老人保健施設『みなと荘』が施設北側へ新築移転し、同年11月に老人保健施設『みなと荘』既存施設を増改築し、地域密着型特別養護老人ホーム『しもつけ荘』、短期入所事業を開設する。
2013年（平成25年）12月、下野市上古山へ特別養護老人ホーム『いしばし苑』を開設する。
2015年（平成27年）4月、老人保健施設『みなと荘』50床増床開設し、100床となる。
2017年（平成29年）6月、特別養護老人ホーム『煌（きらめき）』50床とショートステイ10床を増床開設。

## 基本理念・基本方針
関湊元獨協学園理事長が、幼い頃より苦労を重ねた日々の体験から『弱者には優しく接し、その気持ちを福祉という形で表したい』と願っていたが死去。関記念栃の木会は関湊の志を生かしつつ、お年寄りが心安らかに過ごせる楽園づくりを目指して、3つの経営理念を掲げている。
法人基本理念
1. 利用者並びに地域の人々に信頼される施設であること
2. 職員にとって働き甲斐のある職場であること
3. ゆるぎない経営体質、経営基盤を確立すること

基本方針
1. よりそう手、つながる心

## 沿革
- 1983年（昭和58年） 4月 ： 獨協医科大学創設者である関湊元獨協学園理事長が代表となり設立発起人会を結成。
- 1984年（昭和59年） 9月 ： 関湊元獨協学園理事長が急逝（享年76歳）『お年寄りが毎日を安らかに過ごせる楽園を作って欲しい』との遺言があった。
- 1985年（昭和60年） 3月 ： 社会福祉法人設立認可（理事長北村顕氏）。
- 1985年（昭和60年）10月 ： 特別養護老人ホーム『しもつけ荘』50床、短期入所事業4床が開設。[1]
- 1987年（昭和62年） 4月 ： 県事業として壬生町よりデイサービス事業を受託。デイサービスセンター　『しもつけ荘』（定員15名）。
- 1988年（昭和63年）11月 ： 壬生町より支援を受け、県内第1号モデル施設として老人保健施設　　　『みなと荘』50床を開設。
- 1991年（平成 3年） 3月 ： 栃の木会理事長に関湊元獨協学園理事長の長女である関裕子が理事長へ就任。
- 1991年（平成 3年） 6月 ： 特別養護老人ホーム『しもつけ荘』増築工事開始。
- 1991年（平成 3年） 8月 ： 特別養護老人ホーム『しもつけ荘』の定員が50床から100床に増床となる。
- 1994年（平成 6年） - 1995年（平成7年） ： 契約制特別養護老人ホームのモデル事業の実施。
- 1996年（平成 8年） 4月 ： 特別養護老人ホーム『いしばし』50床、短期入所事業20床開設。また、　　　旧石橋町より在宅介護支援センター、デイサービスセンター20名を受託。
- 1996年（平成 8年） 7月 ： 老人保健施設『みなと荘』に在宅介護支援センターを設置。
- 2000年（平成12年） 4月 ： 旧石橋町保健福祉総合センターきらら館内にデイサービスセンターきららを受託し開設（定員20名）また、デイサービスセンター『しもつけ荘』（定員25名）に変更。
- 2001年（平成13年） 1月 ： 特別養護老人ホーム『いしばし』の定員を50床から54床へ変更。
- 2001年（平成13年） 4月 ： 認知症対応型共同生活介護事業としてグループホーム『うらら』（定員3棟　27名）を開設する。
- 2003年（平成15年） 8月 ： デイサービスセンター『しもつけ荘』⇒『くらら』へ変更。また、増築工事実施。
- 2003年（平成15年）10月 ： 壬生町より委託事業として配食サービスを開始。
- 2005年（平成17年） 4月 ： 老人保健施設『みなと荘』にパワーリハビリセンターを配置。
- 2006年（平成18年） 4月 ： 壬生町より老人保健施設『みなと荘』内に壬生北地区地域包括支援センターを受託し開設。また、下野市より下野市保健福祉センター内に下野市地域包括支援センターを受託し、開設。
- 2007年（平成19年）11月 ： 認知症高齢者グループホーム『いしばし』（定員1棟9名）を開設。
- 2011年（平成23年） 4月 ： 関裕子理事長が名誉理事長へ就任し、後任に次女の関佳代子が理事長へ就任する。
- 2011年（平成23年） 6月 ： 老人保健施設『みなと荘』の新築移転工事を開始する。
- 2011年（平成23年）10月 ： 社会福祉法人『関記念栃の木会』に法人名を変更する。
- 2012年（平成24年） 4月 ： 老人保健施設『みなと荘』を既存施設北側へ新築移転し開設。
- 2012年（平成24年）11月 ： 老人保健施設『みなと荘』既存施設を増改築し、地域密着型特別養護老人ホーム『しもつけ荘』20床、短期入所事業10床を開設。
- 2013年（平成25年）12月 ： 下野市上古山へ特別養護老人ホーム『いしばし苑』29床を開設。
- 2015年（平成27年） 4月 ： 老人保健施設『みなと荘』50床増床。
- 2017年（平成29年） 6月 ： 特別養護老人ホーム『煌』開設（50床）、特別養護老人ホーム『煌』ショートステイ（10床）、デイサービスセンターいしばし移転増床(２０床→３０床)
- 2017年（平成29年）12月 ： 『関　裕子』理事長　就任

## サービス
施設サービス
- 特別養護老人ホーム
- 地域密着型特別養護老人ホーム『しもつけ荘』
- 老人保健施設『みなと荘』
- 特別養護老人ホーム『いしばし』
- 特別養護老人ホーム『煌(きらめき)』
- 地域密着型特別養護老人ホーム『いしばし苑』

在宅サービス
- 認知症老人グループホーム『うらら』
- 認知症老人グループホーム『いしばし』
- デイサービスセンター『くらら』
- デイサービスセンター『いしばし』
- デイサービスセンター『きらら』
- 老人保健施設みなと荘　デイケアセンター
- 老人保健施設みなと荘　パワーリハビリセンター
- 短期入所事業
- 居宅介護支援事業

委託事業
- 壬生北地区地域包括支援センター
- 下野市地域包括支援センター

## 交通アクセス
特別養護老人ホームしもつけ荘・地域密着型しもつけ荘・老人保健施設みなと荘・認知症高齢者グループホームうらら
- 電車 
  - 東武宇都宮線・おもちゃのまち駅下車、駅西口より関東バスで獨協医科大学病院下車　徒歩約10分。
  - 東武宇都宮線・おもちゃのまち駅下車、徒歩約25分。
- 車 
  - 東北自動車道から栃木都賀JCT経由北関東自動車道「壬生IC」から約5分。
  - 東北自動車道「栃木IC」から約30分。
  - 東北自動車道「鹿沼IC」から約30分。

特別養護老人ホームいしばし
- 電車 
  - JR東日本・宇都宮線石橋駅下車、タクシーで5分。
  - 東武宇都宮線・おもちゃのまち駅下車、タクシーで10分。

特別養護老人ホーム煌(きらめき)・特別養護老人ホームいしばし苑・認知症高齢者グループホームいしばし
- 電車 
  - JR東日本・宇都宮線石橋駅下車、タクシーで10分。
  - 東武宇都宮線・おもちゃのまち駅下車、タクシーで10分。